# Dama w czarnym welonie
Dama w czarnym welonie (wł. La dama velata) – włoski miniserial z 2015 roku w reżyserii Carmine Elia. Liczy 12 odcinków.

## Fabuła
Trydent, wczesne lata XX wieku. Clara Grandi inscenizuje swoją śmierć i wraca do rodzinnego miasta w przebraniu, zakryta czarnym welonem, aby dowiedzieć się jakie tajemnice kryje jej rodzina. Serial jest retrospekcją, nawiązującą do życia Clary od jej narodzin do 26 roku życia: Clara zostaje zmuszona do małżeństwa z hrabią Guido Fossà, z którym jednak zakochują się w sobie a z ich kwitnącej miłości rodzi się dziewczynka, Aurora. Adelaide i Cornelio, ciotka i kuzyn Clary, wymyślają plan, by zdobyć tytuł i majątek, na który po śmierci ojca Clary otrzymała Aurora.

## Obsada
- Miriam Leone jako Clara Grandi Fossà
- Lino Guanciale jak Guido Fossà
- Lucrezia Lante Della Rovere jako Ciotka Adelaide
- Andrea Bosca jako Cornelio
- Mar Regueras jako Matilde Grandi
- Luciano Virgilio jako Vittorio Grandi
- Francesco Salvi jako Giovanni Staineri
- Teresa Saponangelo jako Maddalena Staineri
- Ilaria Spada jako śpiewaczka La Serpier
- Úrsula Corberó jako Anita Staineri
- Jaime Olías jako Matteo Staineri
- Juana Acosta jako Baronowa De Blemont
- Emma Orlandini jako Aurora Fossà
- Félix Gómez jako Ludovico Vallauri
- Teresa Hurtado de Ory jako Carlotta Vallauri

## Wersja polska
W Polsce serial był emitowany po raz pierwszy w TVP1 od 18 czerwca do 4 września 2015. Premierowa emisja w czwartki o godz. 9.50, powtórkowa w soboty o godz. 18.25. Ostatni 12. odcinek serialu wyemitowano w piątek 4 września 2015 o godz. 8.50, a jego powtórkę w sobotę 5 września 2015 o godz. 14.50. Opracowaniem wersji polskiej zajęła się Telewizja Polska. Autorem tekstu był Kazimierz Heleński. Lektorem serialu był Piotr Borowiec.

## Lista odcinków
| Nr | Polski tytuł         | Włoski tytuł         |
| -- | -------------------- | -------------------- |
| 1  | Zerwane więzi        | Radici spezzate      |
| 2  | W domu ojca          | Nella casa paterna   |
| 3  | Nieszczęśliwa żona   | Una moglie infelice  |
| 4  | Zawiedzione zaufanie | Fiducia tradita      |
| 5  | Aurora               | Aurora               |
| 6  | Pajęcza sieć         | La tela del ragno    |
| 7  | Nowy początek        | Un nuovo inizio      |
| 8  | Straszne przeczucia  | Atroci sospetti      |
| 9  | Ziarno szaleństwa    | Il seme della follia |
| 10 | List pożegnalny      | Lettera d'addio      |
| 11 | Dama w welonie       | La dama nera         |
| 12 | Obnażona prawda      | Verità svelate       |